# Casa tomada
Casa tomada est une nouvelle de l’écrivain Julio Cortázar.
Publiée pour la première fois en 1946 dans la revue Anales de Buenos Aires, sous la direction de Jorge Luis Borges, elle a été ensuite incorporée au livre Bestiario de 1951.

## Résumé
Le narrateur et sa sœur Irène habitent une maison de famille où sont nés tous leurs ancêtres. Le matin, ils font le ménage et déjeunent à midi précisément. Leur emploi du temps est figé : ils sont mécaniques et leurs activités parfaitement symétriques. La maison est disposée de manière inattendue : devant, les chambres du frère et de la sœur, la cuisine, la salle de bains ; au fond, la bibliothèque, et les pièces de réception. Les deux parties sont séparées par un couloir finissant sur une lourde porte en acajou.
Un jour, alors qu'il prépare le maté, le narrateur entend le bruit d'une conversation dans la partie du fond, il se précipite vers la porte en acajou et la condamne. Les deux personnages sont désemparés : beaucoup de leurs affaires, les livres du narrateur entre autres, sont restées dans la partie du fond. La nuit, Irène rêve à voix haute, d'une voix de perroquet qui tient éveillé son frère. Le lendemain, ils reprennent leurs tâches habituelles, trouvant un avantage dans la restriction de leur espace de vie puisqu'ils ont moins de ménage à faire. Même en se levant tard, ils finissent tôt leurs tâches, ce qui laisse plus de temps à Irène pour tricoter, et au narrateur pour feuilleter les albums de timbres de leur père. La journée, la maison est remplie des bruits de la vie quotidienne, mais la nuit, elle est silencieuse, et chaque bruit est intensifié.
Une nuit, en se levant pour aller chercher un verre d'eau, le narrateur entend un bruit venant de la cuisine, c'est-à-dire à proximité de l'aile qui n'est plus occupée de la maison. Sans se concerter, les deux protagonistes fuient à l’extérieur de la maison laissant tout derrière eux et ferment la porte à clé, clé qu'ils jettent dans le caniveau.

## Genre
La nouvelle - un exemple de première heure des récits fantastiques de Cortázar - commence de manière réaliste et introduit progressivement une ambiance de distorsion de la réalité.